# John Charles Barnes
John Charles Bryan Barnes (Kingston, 7 novembre 1963) è un ex calciatore e allenatore di calcio inglese di origini giamaicane, di ruolo trequartista.

## Carriera

### Giocatore

#### Club
Le sue doti realizzative gli hanno permesso di scrivere una parte di storia importante per le squadre inglesi del Watford e del Liverpool. In particolare nel Liverpool ha giocato per dieci anni dal 1987 al 1997, con 407 presenze e 108 reti, diventando un idolo dei tifosi e il 14º giocatore della storia del Liverpool per reti segnate, posizionandosi davanti a totem dei reds come John Toshack. Colleziona 79 presenze in campo internazionale, realizzando 11 reti.

#### Nazionale
Nato in Giamaica, ha optato per la nazionale inglese dove ha militato per ben 12 anni, diventando uno dei giocatori col maggior numero di presenze nella nazionale britannica. La sua popolarità portò la softwarehouse Krisalis a pubblicare nel 1992 un videogioco dedicato al calciatore inglese dal nome John Barnes European Football, ispirato dal Campionato europeo di calcio 1992.

### Allenatore
Nel 1999 si ritira dall'attività agonistica e inizia l'avventura come allenatore nei Celtic, conclusasi dopo una sola stagione. Nel 2008 diventa commissario tecnico della nazionale giamaicana, ma la sua avventura da CT non dura molto. Nel giugno 2009 diventa allenatore del Tranmere Rovers, da cui viene esonerato il 9 ottobre 2009.

## Statistiche

### Cronologia presenze e reti in nazionale
| Cronologia completa delle presenze e delle reti in nazionale ― Inghilterra | Cronologia completa delle presenze e delle reti in nazionale ― Inghilterra | Cronologia completa delle presenze e delle reti in nazionale ― Inghilterra | Cronologia completa delle presenze e delle reti in nazionale ― Inghilterra | Cronologia completa delle presenze e delle reti in nazionale ― Inghilterra | Cronologia completa delle presenze e delle reti in nazionale ― Inghilterra | Cronologia completa delle presenze e delle reti in nazionale ― Inghilterra | Cronologia completa delle presenze e delle reti in nazionale ― Inghilterra |
| Data                                                                       | Città                                                                      | In casa                                                                    | Risultato                                                                  | Ospiti                                                                     | Competizione                                                               | Reti                                                                       | Note                                                                       |
| -------------------------------------------------------------------------- | -------------------------------------------------------------------------- | -------------------------------------------------------------------------- | -------------------------------------------------------------------------- | -------------------------------------------------------------------------- | -------------------------------------------------------------------------- | -------------------------------------------------------------------------- | -------------------------------------------------------------------------- |
| 28-5-1983                                                                  | Belfast                                                                    | Irlanda del Nord                                                           | 0 – 0                                                                      | Inghilterra                                                                | Torneo Interbritannico 1983                                                | -                                                                          | 69’                                                                        |
| 12-6-1983                                                                  | Sydney                                                                     | Australia                                                                  | 0 – 0                                                                      | Inghilterra                                                                | Amichevole                                                                 | -                                                                          | 69’                                                                        |
| 15-6-1983                                                                  | Brisbane                                                                   | Australia                                                                  | 0 – 1                                                                      | Inghilterra                                                                | Amichevole                                                                 | -                                                                          |                                                                            |
| 19-6-1983                                                                  | Melbourne                                                                  | Australia                                                                  | 1 – 1                                                                      | Inghilterra                                                                | Amichevole                                                                 | -                                                                          |                                                                            |
| 21-9-1983                                                                  | Londra                                                                     | Inghilterra                                                                | 0 – 1                                                                      | Danimarca                                                                  | Qual. Euro 1984                                                            | -                                                                          | 77’                                                                        |
| 16-11-1983                                                                 | Lussemburgo                                                                | Lussemburgo                                                                | 0 – 4                                                                      | Inghilterra                                                                | Qual. Euro 1984                                                            | -                                                                          | 24’                                                                        |
| 29-2-1984                                                                  | Parigi                                                                     | Francia                                                                    | 2 – 0                                                                      | Inghilterra                                                                | Amichevole                                                                 | -                                                                          | 78’                                                                        |
| 26-5-1984                                                                  | Glasgow                                                                    | Scozia                                                                     | 1 – 1                                                                      | Inghilterra                                                                | Torneo Interbritannico 1984                                                | -                                                                          |                                                                            |
| 2-6-1984                                                                   | Londra                                                                     | Inghilterra                                                                | 0 – 2                                                                      | Unione Sovietica                                                           | Amichevole                                                                 | -                                                                          | 66’                                                                        |
| 10-6-1984                                                                  | Rio de Janeiro                                                             | Brasile                                                                    | 0 – 2                                                                      | Inghilterra                                                                | Amichevole                                                                 | 1                                                                          |                                                                            |
| 13-6-1984                                                                  | Montevideo                                                                 | Uruguay                                                                    | 2 – 0                                                                      | Inghilterra                                                                | Amichevole                                                                 | -                                                                          | 69’                                                                        |
| 17-6-1984                                                                  | Ñuñoa                                                                      | Cile                                                                       | 0 – 0                                                                      | Inghilterra                                                                | Amichevole                                                                 | -                                                                          |                                                                            |
| 12-9-1984                                                                  | Londra                                                                     | Inghilterra                                                                | 1 – 0                                                                      | Germania Est                                                               | Amichevole                                                                 | -                                                                          |                                                                            |
| 17-10-1984                                                                 | Londra                                                                     | Inghilterra                                                                | 5 – 0                                                                      | Finlandia                                                                  | Qual. Mondiali 1986                                                        | -                                                                          |                                                                            |
| 14-11-1984                                                                 | Istanbul                                                                   | Turchia                                                                    | 0 – 8                                                                      | Inghilterra                                                                | Qual. Mondiali 1986                                                        | 2                                                                          |                                                                            |
| 27-2-1985                                                                  | Belfast                                                                    | Irlanda del Nord                                                           | 0 – 1                                                                      | Inghilterra                                                                | Qual. Mondiali 1986                                                        | -                                                                          |                                                                            |
| 1-5-1985                                                                   | Bucarest                                                                   | Romania                                                                    | 0 – 0                                                                      | Inghilterra                                                                | Qual. Mondiali 1986                                                        | -                                                                          | 73’                                                                        |
| 22-5-1985                                                                  | Helsinki                                                                   | Finlandia                                                                  | 1 – 1                                                                      | Inghilterra                                                                | Qual. Mondiali 1986                                                        | -                                                                          |                                                                            |
| 25-5-1985                                                                  | Edimburgo                                                                  | Scozia                                                                     | 1 – 0                                                                      | Inghilterra                                                                | Coppa Stanley Rous 1985                                                    | -                                                                          | 63’                                                                        |
| 6-6-1985                                                                   | Città del Messico                                                          | Inghilterra                                                                | 1 – 2                                                                      | Italia                                                                     | Amichevole                                                                 | -                                                                          | 69’                                                                        |
| 9-6-1985                                                                   | Città del Messico                                                          | Messico                                                                    | 1 – 0                                                                      | Inghilterra                                                                | Amichevole                                                                 | -                                                                          | 70’                                                                        |
| 12-6-1985                                                                  | Città del Messico                                                          | Inghilterra                                                                | 3 – 0                                                                      | Germania Ovest                                                             | Amichevole                                                                 | -                                                                          | 59’                                                                        |
| 16-6-1985                                                                  | Los Angeles                                                                | Stati Uniti                                                                | 0 – 5                                                                      | Inghilterra                                                                | Amichevole                                                                 | -                                                                          | 75’                                                                        |
| 11-9-1985                                                                  | Londra                                                                     | Inghilterra                                                                | 1 – 1                                                                      | Romania                                                                    | Qual. Mondiali 1986                                                        | -                                                                          | 69’                                                                        |
| 26-2-1986                                                                  | Tel-Aviv                                                                   | Israele                                                                    | 1 – 2                                                                      | Inghilterra                                                                | Amichevole                                                                 | -                                                                          | 80’                                                                        |
| 17-5-1986                                                                  | Los Angeles                                                                | Inghilterra                                                                | 3 – 0                                                                      | Messico                                                                    | Amichevole                                                                 | -                                                                          | 71’                                                                        |
| 24-5-1986                                                                  | Burnaby                                                                    | Canada                                                                     | 0 – 1                                                                      | Inghilterra                                                                | Amichevole                                                                 | -                                                                          | 73’                                                                        |
| 22-6-1986                                                                  | Città del Messico                                                          | Argentina                                                                  | 2 – 1                                                                      | Inghilterra                                                                | Mondiali 1986 - Quarti di finale                                           | -                                                                          | 73’                                                                        |
| 10-9-1986                                                                  | Stoccolma                                                                  | Svezia                                                                     | 1 – 0                                                                      | Inghilterra                                                                | Amichevole                                                                 | -                                                                          | 58’                                                                        |
| 29-4-1987                                                                  | Smirne                                                                     | Turchia                                                                    | 0 – 0                                                                      | Inghilterra                                                                | Qual. Euro 1988                                                            | -                                                                          | 75’                                                                        |
| 19-5-1987                                                                  | Londra                                                                     | Inghilterra                                                                | 1 – 1                                                                      | Brasile                                                                    | Amichevole                                                                 | -                                                                          |                                                                            |
| 9-9-1987                                                                   | Düsseldorf                                                                 | Germania Ovest                                                             | 3 – 1                                                                      | Inghilterra                                                                | Amichevole                                                                 | -                                                                          |                                                                            |
| 14-10-1987                                                                 | Londra                                                                     | Inghilterra                                                                | 8 – 0                                                                      | Turchia                                                                    | Qual. Euro 1988                                                            | 2                                                                          |                                                                            |
| 11-11-1987                                                                 | Belgrado                                                                   | Jugoslavia                                                                 | 1 – 4                                                                      | Inghilterra                                                                | Qual. Euro 1988                                                            | 1                                                                          |                                                                            |
| 17-2-1988                                                                  | Ramat Gan                                                                  | Israele                                                                    | 0 – 0                                                                      | Inghilterra                                                                | Amichevole                                                                 | -                                                                          |                                                                            |
| 23-3-1988                                                                  | Londra                                                                     | Inghilterra                                                                | 2 – 2                                                                      | Paesi Bassi                                                                | Amichevole                                                                 | -                                                                          |                                                                            |
| 21-5-1988                                                                  | Londra                                                                     | Inghilterra                                                                | 1 – 0                                                                      | Scozia                                                                     | Coppa Stanley Rous 1988                                                    | -                                                                          |                                                                            |
| 24-5-1988                                                                  | Londra                                                                     | Inghilterra                                                                | 1 – 1                                                                      | Colombia                                                                   | Coppa Stanley Rous 1988                                                    | -                                                                          |                                                                            |
| 28-5-1988                                                                  | Losanna                                                                    | Svizzera                                                                   | 0 – 1                                                                      | Inghilterra                                                                | Amichevole                                                                 | -                                                                          |                                                                            |
| 12-6-1988                                                                  | Stoccarda                                                                  | Inghilterra                                                                | 0 – 1                                                                      | Irlanda                                                                    | Euro 1988 - 1º turno                                                       | -                                                                          |                                                                            |
| 15-6-1988                                                                  | Düsseldorf                                                                 | Inghilterra                                                                | 1 – 3                                                                      | Paesi Bassi                                                                | Euro 1988 - 1º turno                                                       | -                                                                          |                                                                            |
| 18-6-1988                                                                  | Francoforte                                                                | Inghilterra                                                                | 1 – 3                                                                      | Unione Sovietica                                                           | Euro 1988 - 1º turno                                                       | -                                                                          |                                                                            |
| 19-10-1988                                                                 | Londra                                                                     | Inghilterra                                                                | 0 – 0                                                                      | Svezia                                                                     | Qual. Mondiali 1990                                                        | -                                                                          | 79’                                                                        |
| 8-2-1989                                                                   | Atene                                                                      | Grecia                                                                     | 1 – 2                                                                      | Inghilterra                                                                | Amichevole                                                                 | 1                                                                          |                                                                            |
| 8-3-1989                                                                   | Tirana                                                                     | Albania                                                                    | 0 – 2                                                                      | Inghilterra                                                                | Qual. Mondiali 1990                                                        | 1                                                                          |                                                                            |
| 3-6-1989                                                                   | Londra                                                                     | Inghilterra                                                                | 3 – 0                                                                      | Polonia                                                                    | Qual. Mondiali 1990                                                        | 1                                                                          |                                                                            |
| 7-6-1989                                                                   | Copenaghen                                                                 | Danimarca                                                                  | 1 – 1                                                                      | Inghilterra                                                                | Amichevole                                                                 | -                                                                          | 46’                                                                        |
| 6-9-1989                                                                   | Stoccolma                                                                  | Svezia                                                                     | 0 – 0                                                                      | Inghilterra                                                                | Qual. Mondiali 1990                                                        | -                                                                          | 76’                                                                        |
| 15-11-1989                                                                 | Londra                                                                     | Inghilterra                                                                | 0 – 0                                                                      | Italia                                                                     | Amichevole                                                                 | -                                                                          |                                                                            |
| 28-3-1990                                                                  | Londra                                                                     | Inghilterra                                                                | 1 – 0                                                                      | Brasile                                                                    | Amichevole                                                                 | -                                                                          |                                                                            |
| 15-5-1990                                                                  | Londra                                                                     | Inghilterra                                                                | 1 – 0                                                                      | Danimarca                                                                  | Amichevole                                                                 | -                                                                          |                                                                            |
| 22-5-1990                                                                  | Londra                                                                     | Inghilterra                                                                | 1 – 2                                                                      | Uruguay                                                                    | Amichevole                                                                 | 1                                                                          |                                                                            |
| 2-6-1990                                                                   | Tunisi                                                                     | Tunisia                                                                    | 1 – 1                                                                      | Inghilterra                                                                | Amichevole                                                                 | -                                                                          |                                                                            |
| 11-6-1990                                                                  | Cagliari                                                                   | Inghilterra                                                                | 1 – 1                                                                      | Irlanda                                                                    | Mondiali 1990 - 1º turno                                                   | -                                                                          |                                                                            |
| 16-6-1990                                                                  | Cagliari                                                                   | Inghilterra                                                                | 0 – 0                                                                      | Paesi Bassi                                                                | Mondiali 1990 - 1º turno                                                   | -                                                                          |                                                                            |
| 21-6-1990                                                                  | Cagliari                                                                   | Inghilterra                                                                | 1 – 0                                                                      | Egitto                                                                     | Mondiali 1990 - 1º turno                                                   | -                                                                          |                                                                            |
| 26-6-1990                                                                  | Bologna                                                                    | Inghilterra                                                                | 1 – 0                                                                      | Belgio                                                                     | Mondiali 1990 - Ottavi di finale                                           | -                                                                          | 74’                                                                        |
| 1-7-1990                                                                   | Napoli                                                                     | Inghilterra                                                                | 3 – 2                                                                      | Camerun                                                                    | Mondiali 1990 - Quarti di finale                                           | -                                                                          | 46’                                                                        |
| 12-9-1990                                                                  | Londra                                                                     | Inghilterra                                                                | 1 – 0                                                                      | Ungheria                                                                   | Amichevole                                                                 | -                                                                          |                                                                            |
| 17-10-1990                                                                 | Londra                                                                     | Inghilterra                                                                | 2 – 0                                                                      | Polonia                                                                    | Qual. Euro 1992                                                            | -                                                                          |                                                                            |
| 6-2-1991                                                                   | Londra                                                                     | Inghilterra                                                                | 2 – 0                                                                      | Camerun                                                                    | Amichevole                                                                 | -                                                                          |                                                                            |
| 27-3-1991                                                                  | Londra                                                                     | Inghilterra                                                                | 1 – 1                                                                      | Irlanda                                                                    | Qual. Euro 1992                                                            | -                                                                          |                                                                            |
| 1-5-1991                                                                   | Smirne                                                                     | Turchia                                                                    | 0 – 1                                                                      | Inghilterra                                                                | Qual. Euro 1992                                                            | -                                                                          |                                                                            |
| 21-5-1991                                                                  | Londra                                                                     | Inghilterra                                                                | 3 – 1                                                                      | Unione Sovietica                                                           | Challenge Cup 1991                                                         | -                                                                          |                                                                            |
| 25-5-1991                                                                  | Londra                                                                     | Inghilterra                                                                | 2 – 2                                                                      | Argentina                                                                  | Challenge Cup 1991                                                         | -                                                                          | 62’                                                                        |
| 25-3-1992                                                                  | Praga                                                                      | Cecoslovacchia                                                             | 2 – 2                                                                      | Inghilterra                                                                | Amichevole                                                                 | -                                                                          | 52’                                                                        |
| 3-6-1992                                                                   | Helsinki                                                                   | Finlandia                                                                  | 1 – 2                                                                      | Inghilterra                                                                | Amichevole                                                                 | -                                                                          | 12’                                                                        |
| 17-2-1993                                                                  | Londra                                                                     | Inghilterra                                                                | 6 – 0                                                                      | San Marino                                                                 | Qual. Mondiali 1994                                                        | -                                                                          |                                                                            |
| 31-3-1993                                                                  | Smirne                                                                     | Turchia                                                                    | 0 – 2                                                                      | Inghilterra                                                                | Qual. Mondiali 1994                                                        | -                                                                          |                                                                            |
| 28-4-1993                                                                  | Londra                                                                     | Inghilterra                                                                | 2 – 2                                                                      | Paesi Bassi                                                                | Qual. Mondiali 1994                                                        | 1                                                                          |                                                                            |
| 29-5-1993                                                                  | Chorzów                                                                    | Polonia                                                                    | 1 – 1                                                                      | Inghilterra                                                                | Qual. Mondiali 1994                                                        | -                                                                          |                                                                            |
| 9-6-1993                                                                   | Foxborough                                                                 | Stati Uniti                                                                | 2 – 0                                                                      | Inghilterra                                                                | U.S. Cup 1993                                                              | -                                                                          |                                                                            |
| 19-6-1993                                                                  | Pontiac                                                                    | Germania                                                                   | 2 – 1                                                                      | Inghilterra                                                                | U.S. Cup 1993                                                              | -                                                                          |                                                                            |
| 7-9-1994                                                                   | Londra                                                                     | Inghilterra                                                                | 2 – 0                                                                      | Stati Uniti                                                                | Amichevole                                                                 | -                                                                          |                                                                            |
| 12-10-1994                                                                 | Londra                                                                     | Inghilterra                                                                | 1 – 1                                                                      | Romania                                                                    | Amichevole                                                                 | -                                                                          |                                                                            |
| 16-11-1994                                                                 | Londra                                                                     | Inghilterra                                                                | 1 – 0                                                                      | Nigeria                                                                    | Amichevole                                                                 | -                                                                          |                                                                            |
| 29-3-1995                                                                  | Londra                                                                     | Inghilterra                                                                | 1 – 0                                                                      | Uruguay                                                                    | Amichevole                                                                 | -                                                                          |                                                                            |
| 8-6-1995                                                                   | Leeds                                                                      | Inghilterra                                                                | 3 – 3                                                                      | Svezia                                                                     | Umbro Cup                                                                  | -                                                                          | 63’                                                                        |
| 6-9-1995                                                                   | Londra                                                                     | Inghilterra                                                                | 0 – 0                                                                      | Colombia                                                                   | Amichevole                                                                 | -                                                                          | 74’                                                                        |
| Totale                                                                     |                                                                            | Presenze                                                                   | 79                                                                         |                                                                            | Reti                                                                       | 11                                                                         |                                                                            |

## Palmarès

### Club

#### Competizioni nazionali
- Charity Shield: 3

Liverpool: 1988, 1989, 1990
- Coppa d'Inghilterra: 2

Liverpool: 1988-1989, 1991-1992
- Campionato inglese: 2

Liverpool: 1987-1988, 1989-1990
- Coppa di Lega inglese: 1

Liverpool: 1994-1995

### Individuale
- Giocatore dell'anno della FWA: 2

1988, 1990
- Giocatore dell'anno della PFA: 1

1988